# Amar Dedić
Amar Dedić (Zell am See, 18 augustus 2002) is een Bosnisch voetballer die doorgaans speelt als rechtsback. In juli 2025 verruilde hij Red Bull Salzburg voor Benfica. Dedić maakte in 2022 zijn debuut in het Bosnisch voetbalelftal.

## Clubcarrière
Dedić begon met voetballen in de jeugd van LUV Graz en kwam na drie jaar in de opleiding van Sturm Graz terecht bij Red Bull Salzburg. Hier tekende hij in augustus 2019 zijn eerste professionele contract. Nadat hij in het seizoen 2019/20 had gespeeld voor satellietclub FC Liefering, maakte de rechtsback zijn debuut in het eerste elftal van Red Bull Salzburg op 9 september 2020. Op die dag werd in de ÖFB-Cup met 0–10 gewonnen bij SC Bregenz. Hij moest van coach Jesse Marsch op de reservebank beginnen en mocht in de vierenzestigste minuut invallen voor Mohamed Camara. Nadat hij opnieuw een jaargang bij FC Liefering gespeeld had, verkaste Dedić op huurbasis naar Wolfsberger AC in juni 2021. Hier speelde hij tweeëndertig competitiewedstrijden, telkens als basisspeler. Na zijn terugkeer in de zomer van 2022 kreeg de Bosniër zijn eerste speelminuten in competitieverband bij Red Bull Salzburg en hij maakte ook zijn Europese debuut. In januari 2023 werd zijn verbintenis opengebroken en verlengd tot medio 2027.
Dit contract zou hij niet uitzitten, want halverwege het seizoen 2024/25 liet Dedić Salzburg achter zich. Olympique Marseille nam de rechtsback over. Red Bull Salzburg verkreeg een terugkoopoptie bij de overgang. Na vier maanden keerde hij weer terug naar Salzburg, waar hij alsnog tot 2027 tekende. Zonder in actie te komen voor Red Bull Salzburg vertrok Dedić weer; Benfica betaalde circa twaalf miljoen euro voor hem en gaf hem een verbintenis voor vijf seizoenen.

## Clubstatistieken
| Seizoen | Club                | Competitie    | Competitie | Competitie | Beker | Beker | Internationaal | Internationaal | Totaal | Totaal |
| Seizoen | Club                | Competitie    | Wed.       | Dlp.       | Wed.  | Dlp.  | Wed.           | Dlp.           | Wed.   | Dlp.   |
| ------- | ------------------- | ------------- | ---------- | ---------- | ----- | ----- | -------------- | -------------- | ------ | ------ |
| 2018/19 | Red Bull Salzburg   | Bundesliga    | 0          | 0          | 0     | 0     | 0              | 0              | 0      | 0      |
| 2019/20 | → FC Liefering      | 2. Liga       | 24         | 2          | —     | —     | —              | —              | 24     | 2      |
| 2020/21 | Red Bull Salzburg   | Bundesliga    | 0          | 0          | 1     | 0     | 0              | 0              | 1      | 0      |
| 2020/21 | → FC Liefering      | 2. Liga       | 26         | 0          | —     | —     | —              | —              | 26     | 0      |
| 2021/22 | → Wolfsberger AC    | Bundesliga    | 32         | 2          | 5     | 1     | —              | —              | 37     | 3      |
| 2022/23 | Red Bull Salzburg   | Bundesliga    | 27         | 1          | 3     | 2     | 8              | 0              | 38     | 3      |
| 2023/24 | Red Bull Salzburg   | Bundesliga    | 21         | 3          | 4     | 2     | 6              | 0              | 31     | 5      |
| 2024/25 | Red Bull Salzburg   | Bundesliga    | 12         | 0          | 2     | 0     | 11             | 0              | 25     | 0      |
| 2024/25 | Olympique Marseille | Ligue 1       | 10         | 0          | 0     | 0     | —              | —              | 10     | 0      |
| 2025/26 | Red Bull Salzburg   | Bundesliga    | —          | —          | —     | —     | —              | —              | —      | —      |
| 2025/26 | Benfica             | Primeira Liga | 0          | 0          | 0     | 0     | 0              | 0              | 0      | 0      |
| Totaal  | Totaal              | Totaal        | 152        | 8          | 15    | 5     | 25             | 0              | 192    | 13     |

Bijgewerkt op 22 juli 2025.

## Interlandcarrière
Dedić maakte zijn debuut in het Bosnisch voetbalelftal op 29 maart 2022, toen in een vriendschappelijke wedstrijd met 1–0 gewonnen werd van Luxemburg door een doelpunt van Edin Džeko. Dedić mocht van bondscoach Ivajlo Petev in de basisopstelling beginnen en hij werd in de rust naar de kant gehaald ten faveure van Miroslav Stevanović. Op 23 maart 2023 kwam de verdediger voor het eerst tot scoren, tijdens zijn vierde interlandoptreden. Tegen IJsland maakte Rade Krunić twee doelpunten, waarna Dedić de eindstand besliste op 3–0.
| Interlands van Amar Dedić voor Bosnië en Herzegovina | Interlands van Amar Dedić voor Bosnië en Herzegovina | Interlands van Amar Dedić voor Bosnië en Herzegovina | Interlands van Amar Dedić voor Bosnië en Herzegovina | Interlands van Amar Dedić voor Bosnië en Herzegovina | Interlands van Amar Dedić voor Bosnië en Herzegovina | Interlands van Amar Dedić voor Bosnië en Herzegovina |
| №                                                    | Datum                                                | Wedstrijd                                            | Uitslag                                              | Competitie                                           | Goals                                                |                                                      |
| Als speler bij Wolfsberger AC                        | Als speler bij Wolfsberger AC                        | Als speler bij Wolfsberger AC                        | Als speler bij Wolfsberger AC                        | Als speler bij Wolfsberger AC                        | Als speler bij Wolfsberger AC                        | Als speler bij Wolfsberger AC                        |
| ---------------------------------------------------- | ---------------------------------------------------- | ---------------------------------------------------- | ---------------------------------------------------- | ---------------------------------------------------- | ---------------------------------------------------- | ---------------------------------------------------- |
| 1                                                    | 29 maart 2022                                        | Bosnië en Herzegovina – Luxemburg                    | 1 – 0                                                | Vriendschappelijk                                    |                                                      |                                                      |
| Als speler bij Red Bull Salzburg                     |                                                      |                                                      |                                                      |                                                      |                                                      |                                                      |
| 2                                                    | 23 september 2022                                    | Bosnië en Herzegovina – Montenegro                   | 1 – 0                                                | Nations League 2022/23                               |                                                      |                                                      |
| 3                                                    | 26 september 2022                                    | Roemenië – Bosnië en Herzegovina                     | 4 – 1                                                | Nations League 2022/23                               |                                                      |                                                      |
| 4                                                    | 23 maart 2023                                        | Bosnië en Herzegovina – IJsland                      | 3 – 0                                                | EK 2024 kwalificatie                                 | 63'                                                  |                                                      |
| 5                                                    | 26 maart 2023                                        | Slowakije – Bosnië en Herzegovina                    | 2 – 0                                                | EK 2024 kwalificatie                                 |                                                      |                                                      |
| 6                                                    | 17 juni 2023                                         | Portugal – Bosnië en Herzegovina                     | 3 – 0                                                | EK 2024 kwalificatie                                 |                                                      |                                                      |
| 7                                                    | 20 juni 2023                                         | Bosnië en Herzegovina – Luxemburg                    | 0 – 2                                                | EK 2024 kwalificatie                                 |                                                      |                                                      |
| 8                                                    | 8 september 2023                                     | Bosnië en Herzegovina – Liechtenstein                | 2 – 1                                                | EK 2024 kwalificatie                                 |                                                      |                                                      |
| 9                                                    | 11 september 2023                                    | IJsland – Bosnië en Herzegovina                      | 1 – 0                                                | EK 2024 kwalificatie                                 |                                                      |                                                      |
| 10                                                   | 13 oktober 2023                                      | Liechtenstein – Bosnië en Herzegovina                | 0 – 2                                                | EK 2024 kwalificatie                                 |                                                      |                                                      |
| 11                                                   | 16 oktober 2023                                      | Bosnië en Herzegovina – Portugal                     | 0 – 5                                                | EK 2024 kwalificatie                                 |                                                      |                                                      |
| 12                                                   | 16 november 2023                                     | Luxemburg – Bosnië en Herzegovina                    | 4 – 1                                                | EK 2024 kwalificatie                                 |                                                      |                                                      |
| 13                                                   | 21 maart 2024                                        | Bosnië en Herzegovina – Oekraïne                     | 1 – 2                                                | EK 2024 kwalificatie                                 |                                                      |                                                      |
| 14                                                   | 7 september 2024                                     | Nederland – Bosnië en Herzegovina                    | 5 – 2                                                | Nations League 2024/25                               |                                                      |                                                      |
| 15                                                   | 10 september 2024                                    | Hongarije – Bosnië en Herzegovina                    | 0 – 0                                                | Nations League 2024/25                               |                                                      |                                                      |
| 16                                                   | 19 november 2024                                     | Bosnië en Herzegovina – Nederland                    | 1 – 1                                                | Nations League 2024/25                               |                                                      |                                                      |
| Als speler bij Olympique Marseille                   |                                                      |                                                      |                                                      |                                                      |                                                      |                                                      |
| 17                                                   | 21 maart 2025                                        | Roemenië – Bosnië en Herzegovina                     | 0 – 1                                                | WK 2026 kwalificatie                                 |                                                      |                                                      |
| 18                                                   | 24 maart 2025                                        | Bosnië en Herzegovina – Cyprus                       | 2 – 1                                                | WK 2026 kwalificatie                                 |                                                      |                                                      |
| 19                                                   | 7 juni 2025                                          | Bosnië en Herzegovina – San Marino                   | 1 – 0                                                | WK 2026 kwalificatie                                 |                                                      |                                                      |
| 20                                                   | 10 juni 2025                                         | Slovenië – Bosnië en Herzegovina                     | 2 – 1                                                | Vriendschappelijk                                    |                                                      |                                                      |

Bijgewerkt op 22 juli 2025.

## Erelijst
| Bundesliga | 1 | 2022/23 |
| ÖFB-Cup    | 1 | 2020/21 |